# لويز بريغهام
لويز بريغهام (بالإنجليزية: Louise Brigham)‏ هي مصممة أثاث ‏ أمريكية، ولدت في 1875 في بوسطن في الولايات المتحدة، وتوفيت في 30 مارس 1956 في ترنتون في الولايات المتحدة.